# Ashton Athletic F.C.
Câu lạc bộ bóng đá Ashton Athletic là một câu lạc bộ bóng đá có trụ sở tại Ashton-in-Makerfield, Greater Manchester, Anh. Đội hiện đang là thành viên của North West Counties League Division One North và thi đấu tại Brocstedes Park. Họ là thành viên đầy đủ của Lancashire County Football Association.

## Lịch sử
Câu lạc bộ được thành lập vào năm 1968, ban đầu là một câu lạc bộ của giải đấu Chủ nhật chơi ở Wigan Sunday League. Sau khi vô địch mọi hạng đấu trong giải đấu trong các mùa giải liên tiếp, họ chuyển sang chơi bóng đá thứ Bảy, tham gia Warrington & District League.
Thành công ở Warrington League giúp câu lạc bộ tham gia Lancashire Combination năm 1978. Tuy nhiên, việc thăng tiến khiến câu lạc bộ gặp khó khăn, xếp cuối giải vào các muàu giải 1978-79 và 1981-82. Khi giải đấu này hợp nhất với Cheshire County League để tạo thành North West Counties League vào năm 1982, Ashton được xếp vào Division Three, đội xếp cuối bảng trong cả hai mùa giải 1982-83 và 1983-84. Sau khi cán đích ở vị trí thứ 14 vào mùa giải 1984-85, họ lại đứng cuối bảng vào mùa giải 1985-86.
Vào cuối mùa giải, câu lạc bộ đã bị trục xuất khỏi giải đấu do Brocstedes Park không đáp ứng các tiêu chí chấm điểm sân. Sau đó, họ rớt xuống Division One của Manchester League. Họ tiếp tục gặp khó khăn ở Manchester League, với việc thường nằm ở nửa dưới bảng xếp hạng trước khi xếp cuối giải Division One vào mùa giải 1989-90. Đội tiếp tục đứng cuối ở mùa giải 1994-95,
Mùa giải 2005-06 chứng kiến đội kết thúc ở vị trí thứ tư ở Division One, và sau khi nộp đơn xin gia nhập lại North West Counties League sau những cải tiến đối với Brocstedes Park, câu lạc bộ đã được chấp nhận vào Division Two, bỏ qua Premier Division của Manchester League. Trong mùa giải 2007-08, kết thúc ở vị trí thứ ba giúp họ thăng hạng lên Premier Division của giải đấu đã được đổi tên. Mặc dù đứng cuối bảng vào mùa giải 2010-11, nhưng đội đã được miễn xuống hạng sau khi New Mills được thăng hạng khỏi giải và Formby bị xuống hạng do vi phạm các quy tắc. Trong mùa giải 2013-14 đội giành chức vô địch Challenge Cup, khi đánh bại Maine Road 1-0 trong trận chung kết. Mùa giải 2016-17 chứng kiến độii vô địch Lancashire FA Challenge Trophy với chiến thắng 2-1 trước Radcliffe Borough trong trận chung kết.

## Danh hiệu
- North West Counties League
  - Vô địch Challenge Cup 2013-14
- Atherton Charity Cup
  - Vô địch 2006-07
- Lancashire FA Challenge Trophy
  - Vô địch 2016-17

## Kỉ lục
- Thành tích tốt nhất tại Cúp FA: Vòng loại thứ ba, 2017-18[3]
- Thành tích tốt nhất tại FA Vase: Vòng Ba, 2017-18[3]
- Kỉ lục số khán giả: 610 với Chorley, Vòng loại thứ ba Cúp FA, 30 tháng 9 năm 2017[9]